# Haus Altmarkt (Dresden)

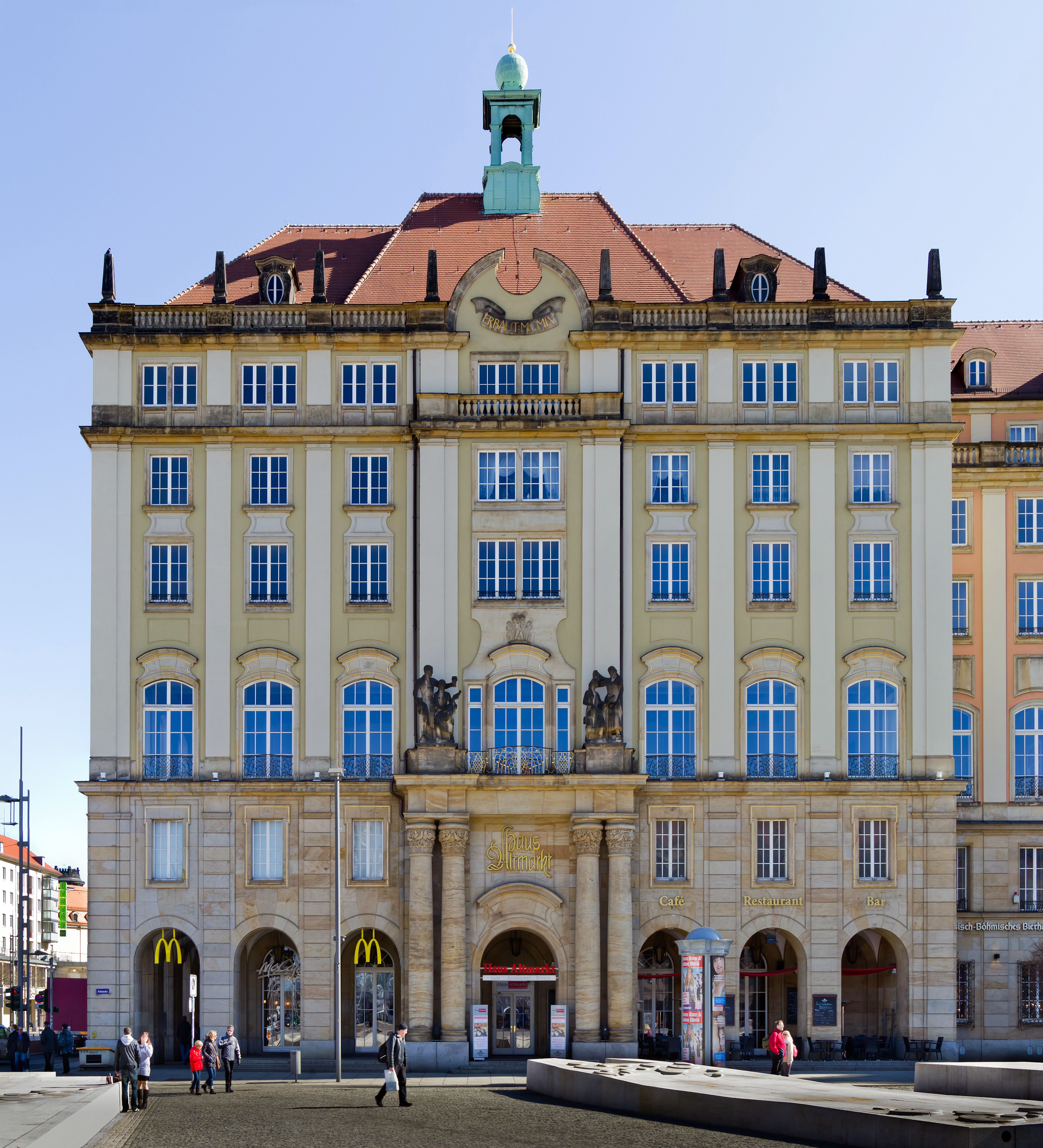
Haus Altmarkt, Fassade zum Altmarkt. Links die Wilsdruffer Straße.

Das Haus Altmarkt ist ein denkmalgeschützter Kopfbau mit Arkadenausbildung in der Wilsdruffer Straße 19–21 an der Nord-Ost-Ecke des Altmarktes in Dresden. Es ist Teil des Gebäudekomplexes Altmarkt 4–6 / Wilsdruffer Straße 15–21. Gemeinsam mit seinem „Schwestergebäude“ – dem Centrum Warenhaus an der Nord/West Ecke des Platzes gegenüber – bildet es den Rahmen für den Blick vom Altmarkt zum Kulturpalast.

## Geschichte
Das Gebäude wurde von 1953 bis 1956 von Herbert Schneider im Stil des sozialistischen Klassizismus mit seinen für Dresden typischen historisierenden, neobarocken Anklängen errichtet. Es steht beispielhaft für „die aufwändige, monumentale, historisierende und durchaus qualitätvolle Architektur der ersten Hälfte der 1950er Jahre in der DDR“.
Im Jahr 1976 erfolgte eine Sanierung nach Plänen von Werner Hartig. Das Haus beherbergte bis 1990 das HO-Restaurant „Haus Altmarkt“ mit 748 Plätzen. Dieses wurde nach 1990 zunächst als Handelsobjekt und auch als Diskothek genutzt, bis 1994 bei einer erneuten äußeren Sanierung zunächst ein Umbau in Büroräume geplant war, was jedoch sich als unmöglich erwies, jedoch im Erdgeschoss ein Schnellrestaurant eingerichtet wurde.
Mehrere weitere Überlegungen für eine neue Nutzung wiederum scheiterten an den anspruchsvollen Auflagen des Denkmalschutzes. Ab Herbst 2013 wurde schließlich für 14,5 Millionen Euro das Haus für die „Berlinhaus Verwaltung GmbH“ umgebaut, die den Komplex dann im Februar 2015 an die „Star Inn“ als Hotelbetreiber übergab. Architekt dieses Umbaus war das Dresdner Architekturbüro von Ludger Kilian.

## Beschreibung des Baukörpers

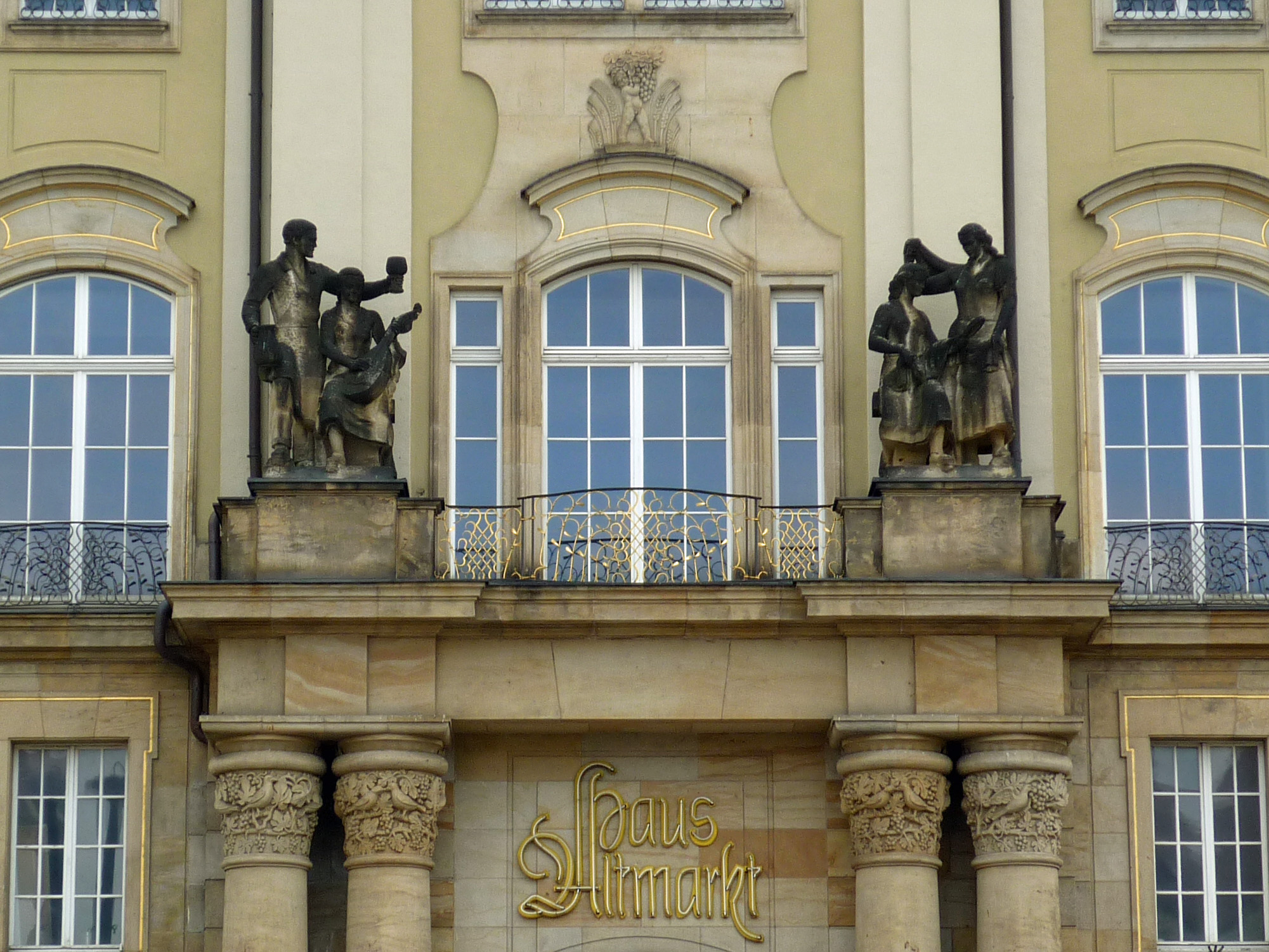
Portal von Haus Altmarkt mit zwei Skulpturengruppen

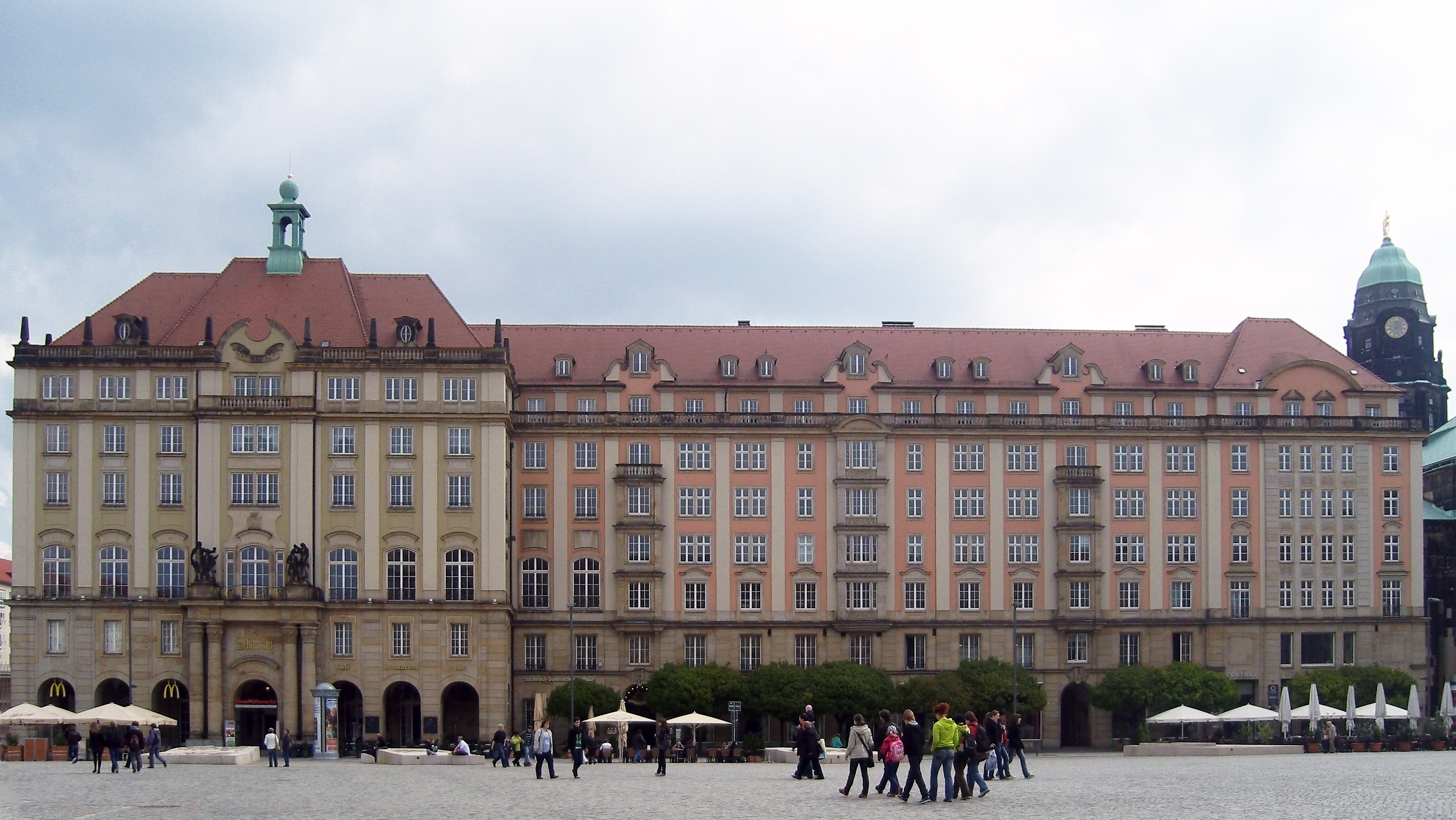
Im Kontext: Altmarkt 4–6. Im Hintergrund der Rathausturm.

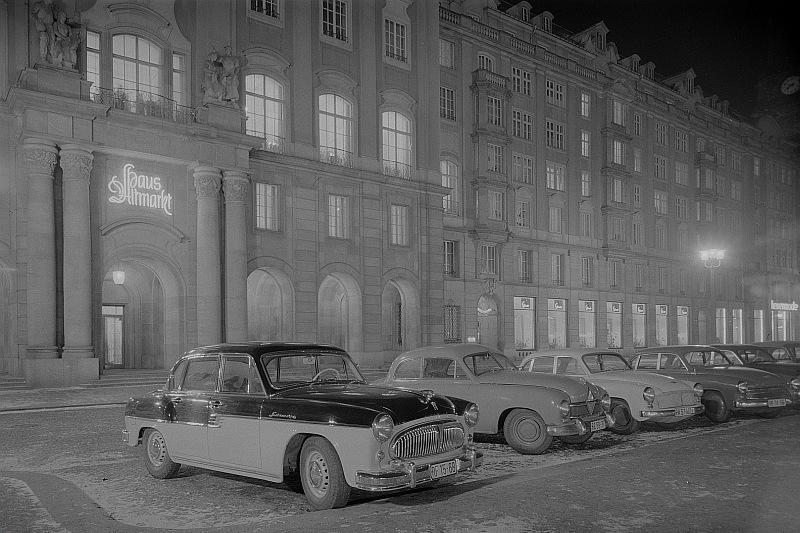
Ansicht aus dem Jahr 1956

Die zum Altmarkt weisende Westfassade des sechsgeschossigen Gebäudes ist besonders aufwändig gestaltet worden. Sie gliedert sich in sieben Achsen, deren Mittlere durch einen hervortretenden, einachsigen Risaliten und dem von Ernst Kremer gestalteten Hauptportal betont wird. Letzteres wird von einem Paar vorgelegter Doppelsäulen korinthischer Ordnung flankiert. Diese tragen einen Architrav, auf dem sich ein Gesims mit Balkon befindet, der ein schmiedeeisernes Gitter als Brüstung hat. Die Balkontür wird von zwei auf Postamenten ruhenden Figurengruppen flankiert, die von Otto Rost geschaffen wurden. In den Obergeschossen zeigt der Risalit Zwillingsfenster. Seinen Abschluss findet er in einem Gesprengten Giebel.
Das Erdgeschoss des Gebäudes ist an der West- und Nordseite von Arkaden umschlossen. Es bildet zusammen mit dem ersten Obergeschoss optisch einen Sockel aus, der mit Postaer Sandstein verkleidet ist. Die Geschosse darüber sind zum Großteil verputzt und werden durch Lisenen in Kolossalordnung optisch zusammengefasst. Gegliedert werden sie durch Balustraden und Fensterlaibungen aus Elbsandstein. Geschmiedete Fenstergitter im zweiten und dritten Obergeschoss bereichern den bildnerischen Schmuck der Fassade.

## Inneres
Neben einem Tanzcafé mit rund 500 Plätzen und einer Empore mit Blick auf die Tanzfläche einerseits und den Altmarkt andererseits sowie einem Tagescafé beherbergte das „Haus Altmarkt“ in den Obergeschossen Wohnungen. Die öffentlichen Bereiche waren aufwändig gestaltet und beinhalteten verschiedenen künstlerischen Schmuck, u. a. mehrere repräsentative Kronleuchter im Foyer, wie im Tanzsaal. Obwohl die öffentlichen Bereiche großzügig aussahen, wurde im Inneren sehr sparsam gebaut. Die in den 1950er Jahren eingezogenen „Menzel L“-Decken zwischen den Wohnungen wurden beispielsweise statisch so geplant, dass diese die damalige Nutzungs- und Gebäudelast gerade so tragen konnten.
Bei der Sanierung 2013–2015 mussten wesentliche Bereiche umstrukturiert werden, Wohnungsflure wurden zu Gängen erweitert, die Aufzüge, die vorher nur zu bestimmten Etagen fuhren, wurden umstrukturiert. Dabei konnten dort z. T. wegen der statischen Probleme keine weiteren Wände eingezogen werden. Der ehemalige große Saal im Obergeschoss wurde in Tagungsräume unterteilt, die Empore wird für die begleitenden Nutzungen bereitgestellt. Relikte der frühen 1950er Jahre, wie z. B. Doppelschiebetüren in den ehemaligen Wohnbereichen konnten jedoch erhalten werden. Die drei Kronleuchter im Foyer wurden von der gleichen erzgebirgischen Firma gebaut, die schon die Originalleuchter in den 1950ern fertigte.